# Cotylorhynchus
Cotylorhynchus és un gènere extint de sinàpsids pelicosaures del Permià de Nord-amèrica. Es considerava com a representant de primera ona de diversitat amniota. Va ser el major gènere entre els casèids i el major dels tetràpodes del seu temps. Feia prop de 6 metres de longitud i pesava aproximadament 2 tones. Era aproximadament igual de gros que Jonkeria, un sinàpsid posterior.